# Туркестанская крыса
Туркестанская крыса (лат. Rattus pyctoris) — вид грызунов из семейства мышиных. В литературе распространены научные названия Rattus rattoides и Rattus turkestanicus, но Rattus pyctoris имеет приоритет над ними.

## Распространение
Широко распространенный вид, обитающий на высотах от 1200 до 4250 м. Ареал включает часть континентальной Азии: от южного Казахстана далее на юг через Киргизию, восток Узбекистана, Таджикистан; от центра Ирана на восток через Афганистан, Пакистан, Индию, Непал, Бутан, север Мьянмы и Бангладеш до юго-восточных провинций Китая (Юньнань, Сычуань и Гуандун).
Встречается только в горных районах: в скалистых местах, на возделываемые землях и часто вблизи жилых мест.